# آنکه دوستش دارم
آنکه دوستش دارم (انگلیسی: The One I Love) فیلمی در ژانر کمدی-درام و رمانتیک است که در سال ۲۰۱۴ منتشر شد. از بازیگران آن می‌توان به مارک دوپلاس،الیزابت ماس و تد دنسن اشاره کرد.